# Büßermütze
Die Büßermütze (chinesisch: 高帽子 gāo màozi oder 高帽 gāomào) ist eine aus Papier gefertigte hohe Mütze (in der Form ähnlich einer umgedrehten deutschen Schultüte), die von der Kommunistischen Partei Chinas (KPCh) während ihrer politischen Kampagnen ab der sogenannten Bodenreform bis zur sogenannten Kulturrevolution unliebsamen Personen, z. B. Dissidenten, übergestülpt wurde, um sie derart verunstaltet durch die Straßen zu treiben, mit dem vordergründigen Zwecke, ihr begangenes Unrecht zu erkennen, sie tatsächlich aber öffentlich zu demütigen und ihren Willen zu brechen. Der bekannteste Vertreter der jemals eine Büßermütze trug ist Xi Jinping.